# Butter chicken

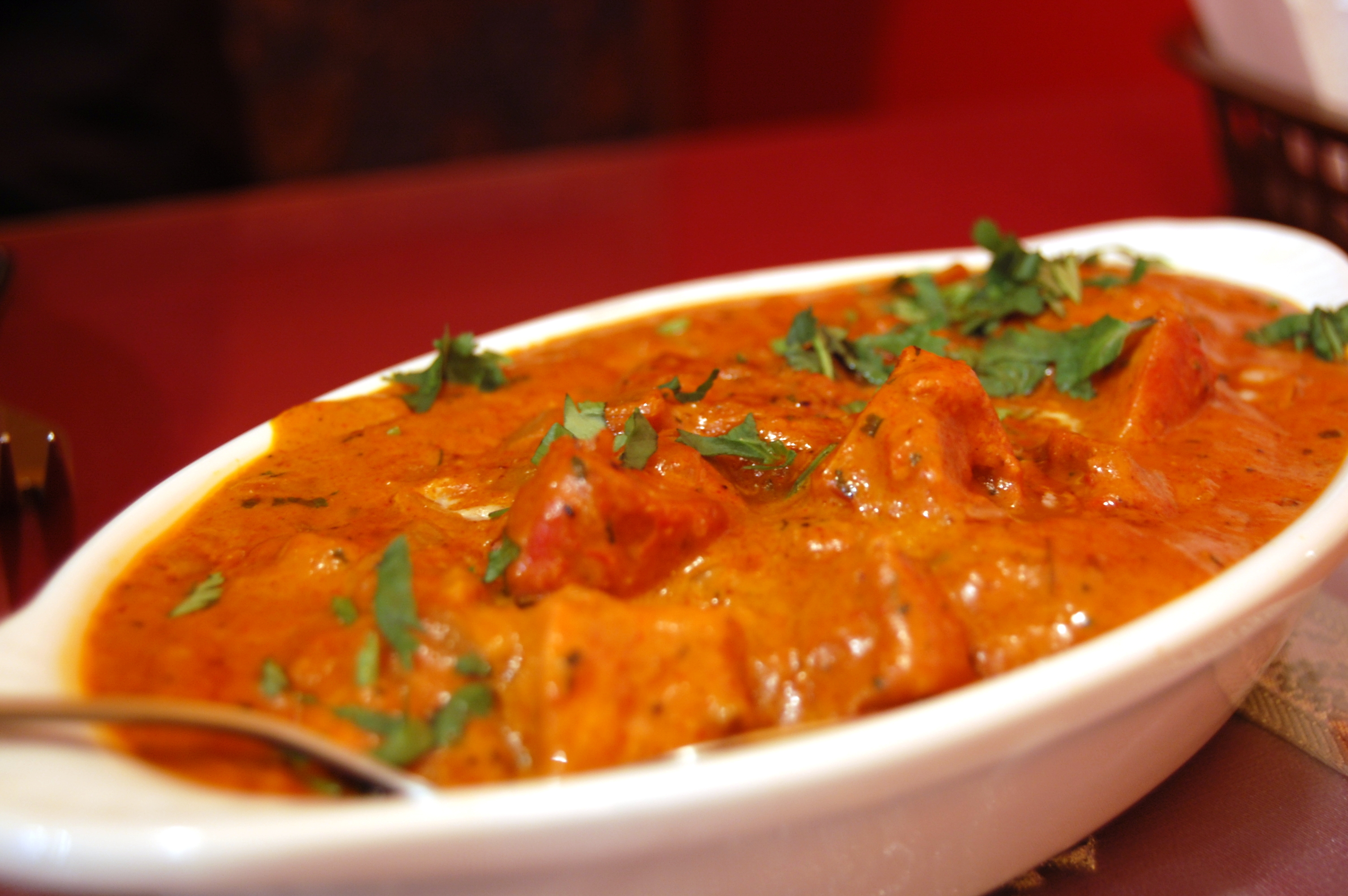
Butter chicken

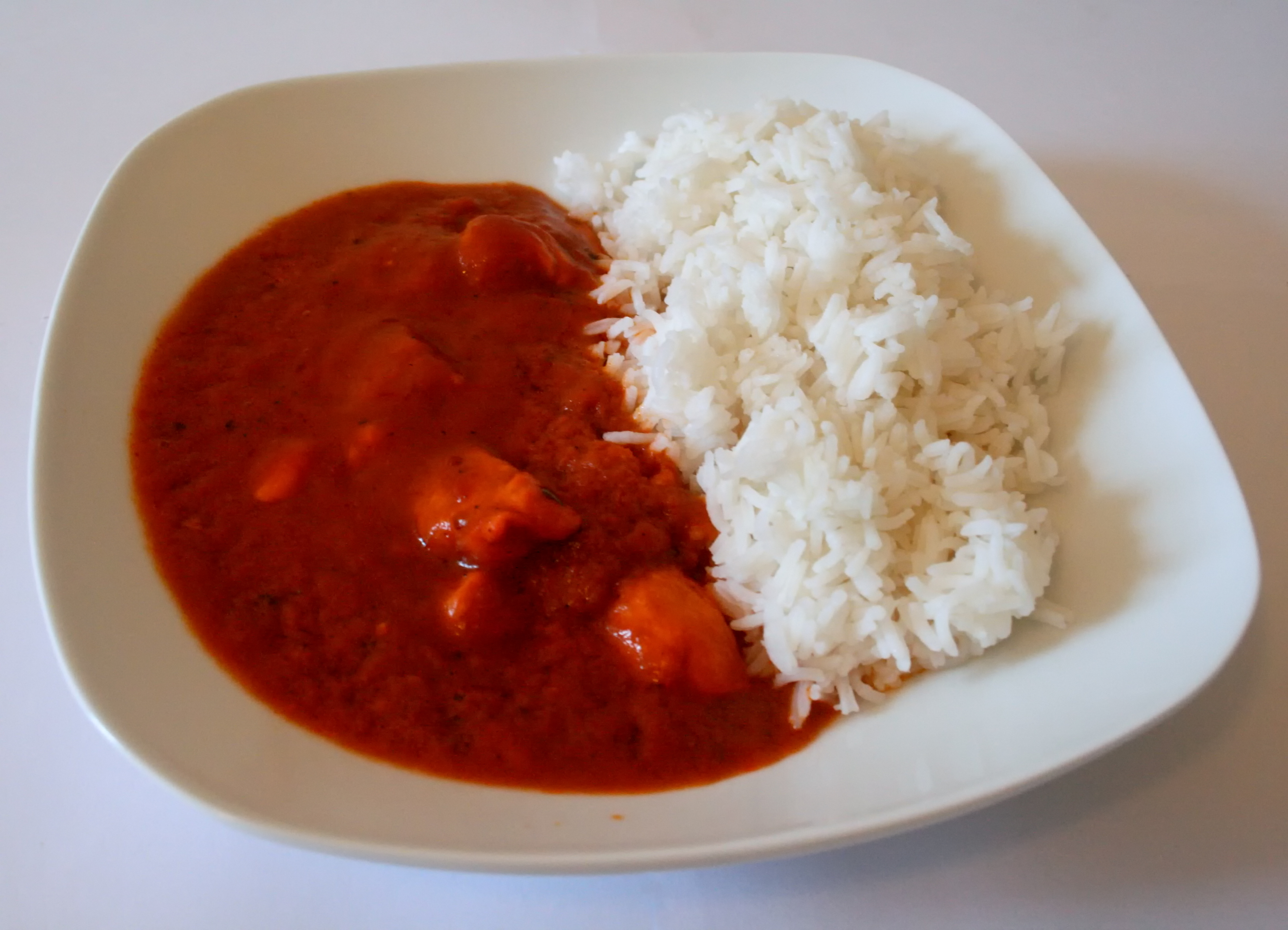
Butter chicken met basmati rijst

Butter chicken (letterlijk vertaald boterkip) of murgh makhani (Hindi: मुर्ग़ मक्खनी) is een gerecht, afkomstig uit het Indiase subcontinent, van kip(filet) gemarineerd in een licht gekruide tomatensaus. Butter chicken wordt vaak geserveerd met naan en/of rijst.

## Voorbereiding
De kip wordt 's nachts gemarineerd in een mengsel van yoghurt en kruiden (waaronder garam masala, gember, knoflookpasta, citroen of limoen, zwarte peper, koriander, komijn, kurkuma en chilipoeder). De kip wordt vervolgens gegrild, geroosterd of gebakken, al naargelang de voorkeur van de kok.
Makhani, de saus, wordt gemaakt door boter, tomatenpuree en diverse kruiden te verhitten en te mengen. Vaak wordt komijn, kruidnagel, kaneel, koriander, zwarte peper, fenegriek en verse room toegevoegd. Soms wordt ook cashewpasta toegevoegd voor een dikkere jus.
Als de saus klaar is, wordt de gekookte kip in stukjes gesneden en gekookt tot alles goed gemengd is. Daarna wordt het met witte boter, verse room, gehakte groene chili en gepureerde fenegriekbladeren gegarneerd.